# Carmel Inguanez
Carmel Inguanez és un diplomàtic maltès i és l'actual ambaixador de Malta a Rússia, després d'haver presentat les seves credencials al president rus Dmitri Medvédev el 12 d'octubre de 2009.